# Селиванов, Андрей Владимирович
Андре́й Влади́мирович Селива́нов (род. 9 июля 1967, Карпинск, Свердловская область) — российский политик и спортсмен.

## Биография
Родился 9 июля 1967 года в Карпинске Свердловской области. Жил и учился в посёлках Маслово Ивдельского района и Марсяты Серовского района Свердловской области. В 1984 году окончил Марсятскую среднюю школу (Серовский район), в 1985 году — Карпинское СПТУ № 96 по специальности «машинист карьерного экскаватора». С октября 1985 по ноябрь 1987 служил в Советской Армии в Группе советских войск в Германии. После демобилизации был избран секретарём комитета ВЛКСМ Андриановского леспромхоза объединения «Серовлес» (Серовский район). В сентябре 1989 года переведён на работу в Краснотурьинский горком ВЛКСМ, затем секретарь Бюро ВЛКСМ шахты «Северопесчанская» Богословского рудоуправления.
С октября 1990 по 1992 год — заведующий отделом социальных проблем газеты «Заря Урала» (г. Краснотурьинск).
1990—1993 — депутат Краснотурьинского городского Совета народных депутатов.
В январе 1992—1993 — председатель комитета по делам молодёжи городской администрации Краснотурьинска.
12 декабря 1993 был избран депутатом Государственной думы РФ I созыва по Серовскому одномандатному избирательному округу № 166 Свердловской области, набрав 45,68% голосов. Вошёл в состав фракции «Выбор России», был членом Комитета ГД по делам женщин, семьи и молодёжи. 17 января 1994 года вышел из фракции и вступил в депутатскую группу «Союз 12 декабря». В марте 1994 года член инициативной группы по созданию партии Демократический выбор России (ДВР).
В 1995 году окончил Уральскую государственную юридическую академию.
17 декабря 1995 был избран в новый состав Государственной думы II созыва по мажоритарному округу как член партии «Вперёд, Россия!».
19 декабря 1999 был избран депутатом Государственной думы III созыва по списку «Союза правых сил». Входил в состав фракции СПС. Заместитель председателя Комитета по труду и социальной политике. С апреля 2002 года — председатель комитета. Возглавлял Свердловское региональное отделение СПС.
С 2004 года заместитель руководителя Федеральной службы по труду и занятости.
16 июня 2011 года избран вице-президентом МАИТ (IALI) — Международной ассоциации инспекций труда.
С января 2013 по сентябрь 2014 года заместитель исполнительного директора Олимпийского комитета России.
С октября 2014 по февраль 2016 года — председатель правления АНО «Дирекция программ Совета Содействия Олимпийского Комитета России».
С октября 2016 года по сентябрь 2019 года — заместитель предcедателя Фонда социального страхования Российской Федерации.
Семнадцатикратный чемпион мира по шахматной композиции:
- По решению шахматных композиций: четырёхкратный чемпион мира (три раза в составе команды России и один раз — индивидуально), дважды чемпион России, чемпион Украины и Словакии, дважды серебряный призёр чемпионата Польши и дважды бронзовый призёр чемпионата Германии в решении шахматных задач и этюдов.
- По составлению шахматных композиций: тринадцатикратный чемпион мира (пять раз в составе команды России и восемь раз индивидуально (2001-03, 2004-06, 2007-09, 2010-12, 2013-15, 2016-18, 2019-21, 2022-24), десятикратный чемпион России в составлении задач и этюдов. Восемь золотых и одна серебряная медали по разделу обратных матов на личных чемпионатах мира по шахматной композиции.

Автор более 900 задач и этюдов, большинство из которых отмечены призами и отличиями на международных конкурсах. 
Председатель редакционной коллегии, редактор журнала «Шахматная композиция», редактор журнала «Уральский проблемист».
Издатель библиотечки «Уральского проблемиста».
Гроссмейстер России с 2003 года.
Международный гроссмейстер по шахматной композиции с 2009 года.
Международный гроссмейстер по решению шахматных композиций с 2008 года.
Международный арбитр.
Арбитр ФИДЕ по решению
С 1994 — 1-й вице-президент Российской шахматной федерации. В апреле 1997 был избран президентом Российской шахматной федерации вместо депутата Андрея Макарова.
C 1997 по 2010 год — вице-президент ФИДЕ. С февраля 2010 года заместитель Председателя Наблюдательного совета РШФ, с февраля 2014 года — вице-президент РШФ.
С января 2013 года по октябрь 2014 года работал заместителем Исполнительного директора Олимпийского Комитета России.
С октября 2014 по февраль 2016 года работал Председателем Правления АНО Дирекция Совета Содействия Олимпийского комитета России.
Внесён в Золотую книгу ФИДЕ.
- 16 декабря 2013 года был удостоен высокой чести стать одним из факелоносцев эстафеты олимпийского огня зимних Олимпийских игр 2014 года. Он нёс факел в городе Шадринске[4].
- Тренер по шахматной композиции чемпионов:
- Данила Павлов (чемпион Европы 2019, чемпион мира 2021, 2022, 2023, чемпион мира 2021 в командном зачете)
- Алексей Попов (чемпион России 2021, 2023, чемпион мира в командном зачете)
- Урал Хасанов (чемпион Европы 2019 до 14 лет, Чемпион мира 2023 до 18 лет, чемпион России 2020, серебряный призер чемпионата мира 2022 в личном зачете, чемпион мира в командном зачете)
- Григорий Филин (чемпион мира 2023 до 14 лет)
- Егор Соколов (чемпион Европы 2021 до 14 лет, чемпион России 2022 до 17 лет, чемпион России 2025 года до 19 лет)
- Анна Шухман (чемпионка Европы 2021 до 14 лет, чемпионка мира 2023 до 18 лет, чемпионка России 2022 и 2023 до 15 лет)
- Анастасия Чекина (чемпионка Европы 2019 до 10 лет)
- Николай Клейменов (чемпион Европы 2021 до 10 лет, чемпион мира 2022 до 10 лет),
- Виктория Харитонова (чемпионка мира до 2022 до 10 лет),
- Виктория Меркулова (чемпионка мира 2022 до 12 лет, чемпионка России 2022 до 13 лет, чемпионка России 2023 до 17 лет)
- Лука Тыртышников (чемпион России 2024 до 11 лет)
- Николай Шевяков (чемпион России 2025 до 13 лет)
- Ярослав Тарасенко (чемпион России 2024 до 19 лет)
- Тарас Шовкань (чемпион Приволжского Федерального округа 2024 среди мужчин)
- Николай Жугин (чемпион Южного Федерального округа 2019-2023 среди мужчин)

## Семья
Дети: Наталья (1990 года рождения), Анастасия (1999 года рождения), Анна (2003 года рождения).  

## Награды и звания
- медаль ордена «За заслуги перед Отечеством» II степени (30 декабря 1999) — за большой вклад в укрепление российской государственности[5]
- знак «За заслуги в развитии физической культуры и спорта»
- заслуженный работник физической культуры Российской Федерации (21 сентября 2003)[6]
- заслуженный мастер спорта России (19 мая 2005)
- почетный работник Минтруда России (2003)
- Почётный гражданин Серовского района Свердловской области
- Действительный государственный советник Российской Федерации 3-го класса

## Публикации
- Селиванов А. В. Мои миниатюры. — М.: Russian Chess House, 2002. — 112 c. ISBN 5-94693-013-3
- Селиванов А. В. Мои шахматные задачи. — М.: Russian Chess House, 2003. — 168 с. — ISBN 5-94693-023-0.